# Оливский мир
Оли́вский мир (швед. Freden i Oliva, нем. Vertrag von Oliva) — мирный договор между Речью Посполитой и Швецией, подписанный 23 апреля (3 мая) 1660 года в Оливе, неподалёку от Данцига (сейчас Гданьск) в Пруссии. Договор подписали представители от имени императора Священной Римской империи Леопольда I, курфюрста Бранденбурга Фридриха Вильгельма, шведского короля Карла XI и польского короля Яна II Казимира.
Договор был заключен после переговоров, которые с польской стороны вел познаньский воевода Ян Лещиньский. Швецию представляли канцлер Бенгт Габриэльссон Оксеншерна и Магнус Габриэль Де ла Гарди.
В договоре Ян II Казимир отказался от своих претензий на шведский престол, право на который было потеряно его отцом Сигизмундом III в 1599 году. Речь Посполитая также формально уступила Швеции Ливонию и Ригу, которые находились под шведским контролем с 1620-х годов. Договор разрешил конфликты между Речью Посполитой и Швецией, которые оставались после войны против Сигизмунда (1598—1599), польско-шведских войн (1600—1629) и Северных войн (1655—1660).
Швеция обязалась поддерживать свободу торговли в Балтийском море и обязалась вернуть разграбленные архивы и библиотеки (что впоследствии выполнила лишь в незначительной степени).
Речь Посполитая должна была обеспечить свободу вероисповедания протестантам в Королевской Пруссии. Династия Гогенцоллернов получила подтверждение независимой власти в герцогстве Пруссия; до этого они владели территорией на правах вассалов Польши. В случае прекращения существования династии герцогство должно было вернуться во владения Речи Посполитой. Договор был подписан благодаря дипломатической деятельности Кристофа Каспара фон Блюметаля (это была его первая дипломатическая миссия).
Договор был ратифицирован польским сеймом в 1661 году.
С подписанием Оливского мира и Копенгагенского мира завершилась Северная война 1655—1660 годов. Эти договоры обозначили вершину могущества Шведской империи.